# Краснодарський чай
Краснодарський чай — єдиний сорт російського чаю, найпівнічніший промислово вирощуваний чай у світі .

## Історія
У 1878 році у сочинському маєтку Мамонтової садівником Гарбе були зроблені перші спроби вирощування чаю. Через кілька років, взимку 1883, чайні кущі загинули від морозу. У той же рік з Китаю були завезені нові кущі. Спробу розведення чаю крім Мамонтової зробили Трубецькі (Дагомис), Сибірякова і Стрешковічі (Туапсе) проте всі вони закінчилися невдало.

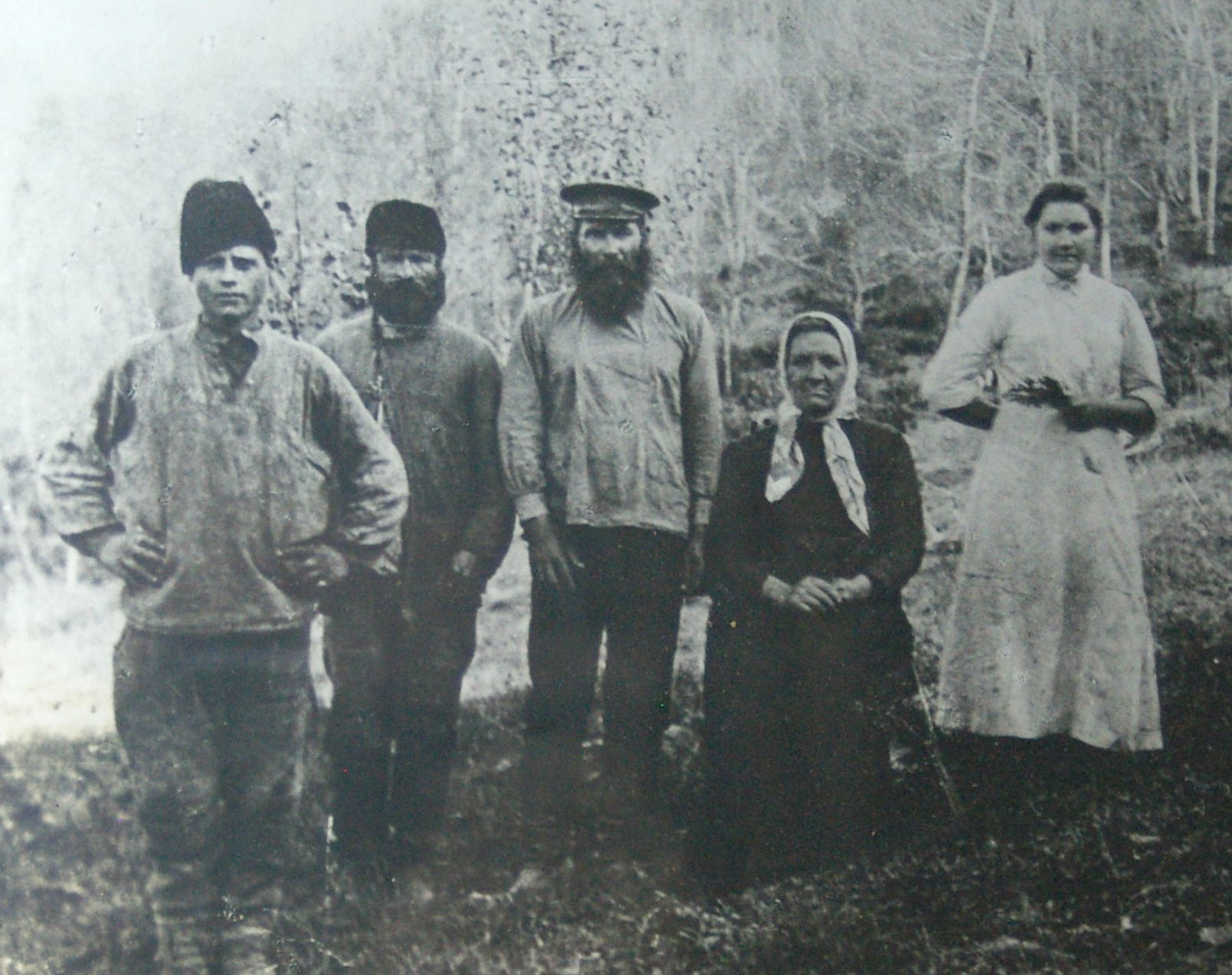
Юда Кошман з дружиною в центрі в оточенні своїх співробітників. Солохаул, біля 1910

Перша чайна плантація Краснодарського чаю площею 1350 м² (перша плантація на території сучасної Росії) була закладена в районі села Солохаул в 1901 році І. А. Кошманом (1838-1935). Насіння чаю були привезені з Чакви — прибережного району Західної Грузії (сучасна Аджарія). Плантація і будиночок селянина-селекціонера зберігся до нашого часу.
Історію про Краснодарському чаї можна почути в одному з Чайних будиночків в околицях Дагомису. Чайні будиночки, як і чайні плантації, — одна з визначних пам'яток цих місць, прикраса ландшафту. Вид темно-зелених чайних шпалер на схилах навколишніх гір ніби переносить до далекої Індії, а якість і смак чаю, що подається в Чайних будиночках, тільки посилює асоціацію. А історія місцевого чаю така: коли на початку XIX століття з Індії, Китаю, Цейлону до Росії були привезені кущі чаю спеціально для посадки і розведення у нас, то прижилися вони тільки на території Грузії, однак смак чаю був не таким, як на батьківщині привезених кущів.
Але ось в останні роки XIX століття на ринку в Дагомисі раптом з'явився саморобний чай дуже непоганого смаку, принаймні, кращий, ніж грузинський, і продавав його сам «автор» — високий чоловік з бородою — Іуда Антонович Кошман (іноді згадується як Йосип чи Іов), колишній робітник сухумського чайного торговця Попова. Юда, пішовши від сухумського торговця, почав розводити чай на російській землі, в районі Дагомису, в горах, в селищі Солохаул. Ніхто не вірив в успіх його справи, його навіть переслідували, вирубуючи плантації. Прийшла революція з її бурями, а Юда Антонович працював, покращуючи свій чай. Наприкінці 30-х років, його праця дала результат — плантації чаю стали поширюватися по схилах Дагомису, а краснодарський чай став цінуватися не лише як найбільший північний чай у світі, але і як смачний та якісний напій. Справжнього якісного чаю і зібрати, і обробити в районі Сочі можна не так багато, тому були підробки і сурогати, які не дозволяли оцінити всю працю Іова Кошмана.

## Підприємства переробки
- Дагомиська чайна фабрика
- Адлерська чайна фабрика
- (Чайна фабрика п. Волконка)

## Підприємства по вирощуванню
- Мацестінскій чайний радгосп
- Дагомиський чайний радгосп
- Солохаульскій чайний радгосп
- Адлерский чайний радгосп
- Верхнехостінскій чайний радгосп
- Дім чаю Анатолія Погадаева
- (Лазаревський плодосовхоз)

## Торгові марки
- Улюбленець (чай)